# Lederlaufkäfer
Der Lederlaufkäfer (Carabus coriaceus) ist eine Art aus der Familie der Laufkäfer.

## Merkmale

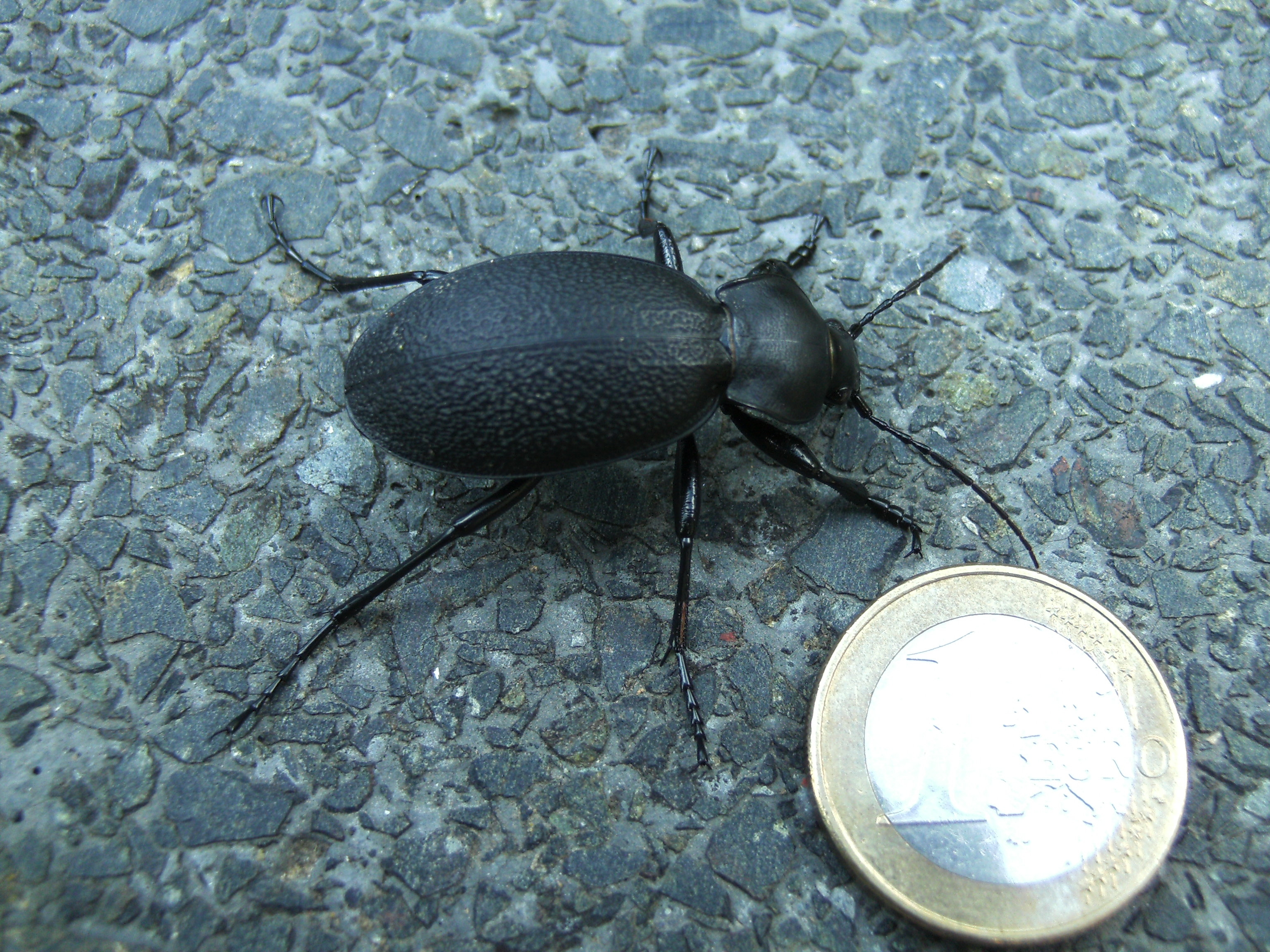
Der Käfer im Größenvergleich

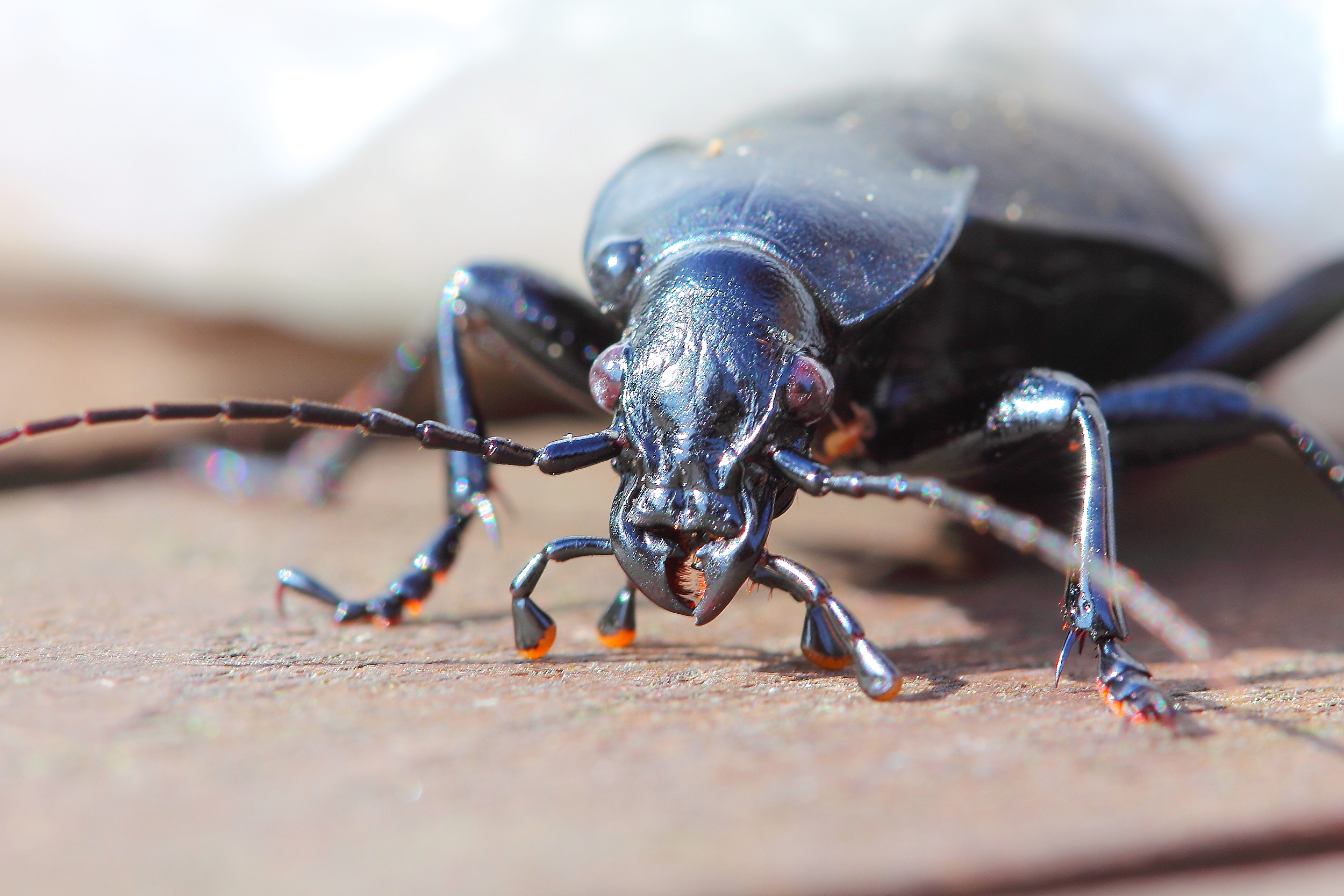
Der Lederlaufkäfer hat kräftige Mandibeln. Auffällig sind die orange gefärbten sensorischen Gewebe an Fühlern und Gliedern.

Als eine der größten Laufkäferarten Mitteleuropas kann der Lederlaufkäfer 30 bis 40 Millimeter lang werden. Sein Exoskelett ist schwarz und an den Flügeldecken gerunzelt. Auffällig sind die kräftigen Oberkieferzangen. Am mittleren Beinpaar sind ein paar rostfarbene Borsten zu erkennen.

### Unterarten
- Carabus coriaceus cerisyi Dejean, 1826[1]
- Carabus coriaceus coriaceus Linnaeus, 1758[2]
- Carabus coriaceus excavatus Charpentier, 1825[3]
- Carabus coriaceus kindermanni Waltl, 1838[4]
- Carabus coriaceus mediterraneus Born, 1906[5]
- Carabus coriaceus rugifer (Kraatz, 1877)[6]

## Lebensweise
Die flugunfähigen, nachtaktiven Tiere jagen am Waldboden Insekten, Schnecken und Würmer, sie gehen auch an Aas sowie manchmal an Obst. Tagsüber verstecken sich die Käfer unter Moos oder Steinen, nur sehr selten kann man sie auch am Tage beobachten. Bei Gefahr sondern sie aus Drüsen am Hinterleib eine übel riechende Flüssigkeit aus. Die Larven verpuppen sich nach mehreren Häutungen im Boden. Aus ihnen schlüpft dann der fertige Käfer. Die Art bildet eine Generation im Jahr, deren Imagines primär von Mai bis Oktober angetroffen werden können, meist im August oder September. Die Larven überwintern. Die Käfer leben etwa zwei bis drei Jahre.

## Verbreitung
Lederlaufkäfer sind in Europa weit verbreitet, wo sie vor allem in Laub- und Mischwäldern anzutreffen sind. Lederlaufkäfer stehen in Deutschland unter Naturschutz. Sie sind nach Bundesnaturschutzgesetz (BNatSchG) und Bundesartenschutzverordnung (BArtSchV) gesetzlich besonders geschützt.